# Michele Granger
Michele M. Granger (* 15. Januar 1970 in Placentia) ist eine ehemalige US-amerikanische Softballspielerin.

## Karriere
Granger war von 1986 bis 1996 Mitglied der US-Softballnationalmannschaft und spielte auf Vereinsebene für die Redding Rebels. Sie kam auf der Position der Pitcherin zum Einsatz. Ihr Studium absolvierte sie an der University of California, Berkeley, wo sie 1993 ihren Abschluss machte.
Sie gewann Gold bei den Panamerikanischen Spielen 1987, 1991 und 1995 sowie bei den Olympischen Spielen 1996. Zudem wurde sie 1994 Weltmeisterin.
Nach ihrer aktiven Laufbahn war sie als Trainerin tätig, unter anderem an der University of Tennessee und an verschiedenen High Schools. Für ihre Leistungen wurde sie in die USA Softball Hall of Fame sowie 2006 in die International Softball Federation Hall of Fame aufgenommen.